# モンテネグロ共和国 (1992年-2006年)

モンテネグロ共和国
Republika Crna Gora / Република Црна Гора

国歌: 五月の夜明け（2004年-2006年）
Oj, svijetla majska zoro
"Ој, свијетла мајска зоро"

ヨーロッパにおけるモンテネグロ共和国の位置

モンテネグロ共和国（モンテネグロきょうわこく、セルビア・クロアチア語: Republika Crna Gora / Република Црна Гора）は、ユーゴスラビア連邦共和国および国家連合セルビア・モンテネグロの構成国として1992年から2006年まで存続した国家。モンテネグロは2006年に独立を宣言し、セルビア・モンテネグロは解体された。
ユーゴスラビア社会主義連邦共和国（SFRJ）の崩壊の後、連邦に留まったセルビア共和国とモンテネグロ共和国は連邦国家ユーゴスラビア連邦共和国（FRJ）を結成することで合意した。新しい連邦は公式には共産主義による支配を否定し、民主的な国家であるとされた。モンテネグロは2003年までユーゴスラビア連邦共和国の構成国であったが、この時に連邦は国家連合セルビア・モンテネグロへと改変された。国家連合は2006年に解体され、モンテネグロは独立国となった。

## 政治
FRJの構成国となったとき、モンテネグロを率いていたのは大統領モミル・ブラトヴィッチ（Momir Bulatovic）であった。ブラトヴィッチは旧共産党の党員であり、セルビアのスロボダン・ミロシェヴィッチの支援を受けていた。ミロシェヴィッチの支援によって、ブラトヴィッチはモンテネグロでの権力を確立した。SFRJの最後の年に、ブラトヴィッチはミロシェヴィッチの要求する共産党の「党員一人一票」のシステムに賛同した。このシステムが導入されれば、数の上でセルビア人が多数派を占めることができた。このことは、その後のSFRJと共産党の崩壊へとつながった。イタリア等の国々が、モンテネグロに対して、同国がユーゴスラビアから分離すれば、速やかな欧州共同体への加盟を実現させるという提案をした際には、ブラトヴィッチはセルビアとの連邦を維持することに難色を示すようになった。しかしながら、ブラトヴィッチによるモンテネグロ独立への試みは、セルビアからの圧力によって失敗に終わった。1992年、モンテネグロが共産主義体制を放棄して民主化された後、ブラトヴィッチはFRJに加わることに合意した。1992年、ヨシップ・ブロズ・チトーの名を付けたモンテネグロの首都チトーグラードは、共産主義体制になる前の呼称であるポドゴリツァに改称された。翌年にはモンテネグロはその共産主義時代の国旗を廃し、新しい国旗を制定した。新国旗は三色旗であり、セルビアのそれに似ているものの、その中央に配される青の色はより明るく、旗そのものもセルビアのそれよりも横長で、セルビアとの差異を表した。共産主義時代は両国の旗は完全に同一であった。

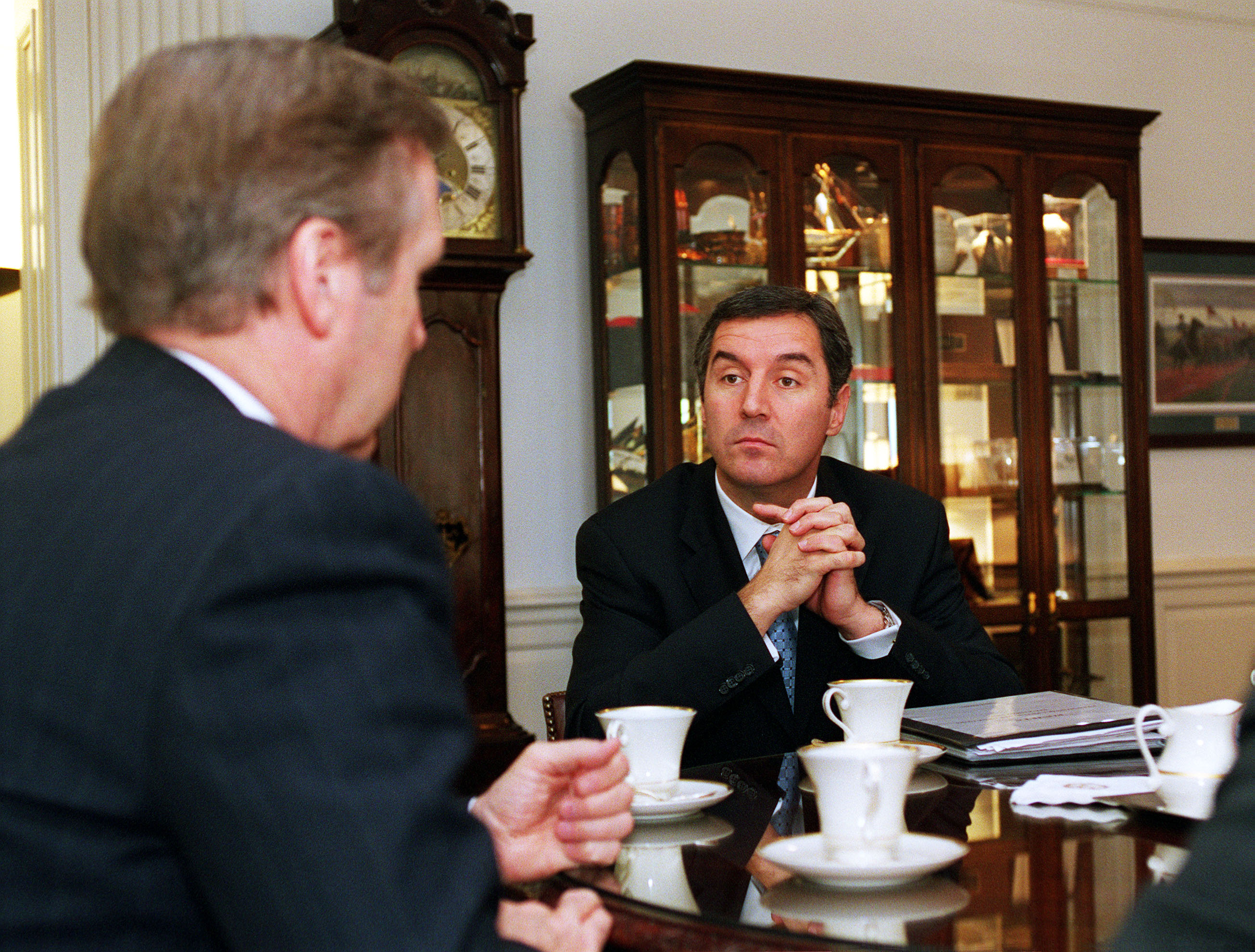
モンテネグロ大統領ミロ・ジュカノヴィッチ（Milo Đukanović、右）。米国防省にてウィリアム・コーエンと話す様子。1999年11月4日

モンテネグロは、セルビアとの連邦を維持することには、いくつかの重要な理由があった。まず、モンテネグロのセルビアとの連合によって、それがかつてのユーゴスラビア（SFRJ）の継承国家であることを保障する唯一の根拠となった。セルビアにとっては、ユーゴスラビアからの継承性を持つセルビア人支配の国家となることによって、セルビア人が多数居住する旧ユーゴスラビアの国々（ボスニア・ヘルツェゴビナやクロアチア）への領土要求に正当性を与えることになる。また、モンテネグロ国内にも多くのセルビア人が居住している。セルビアは内陸国であり、同国が海へのアクセスと海軍を維持するためにはモンテネグロが必要であった。セルビアとモンテネグロの連合は、セルビア人民族主義者の主張に沿ったものであり、彼らはモンテネグロの民族性を否定し、モンテネグロ人はセルビア人の一部であるとしていた。連邦内におけるセルビアの大統領スロボダン・ミロシェヴィッチによる専制に対して、モンテネグロの人々は独立を求めるようになっていった。経済政策を巡るセルビアとの対立は、1996年のモンテネグロでのドイツマルク導入へとつながった。当時のドイツマルクは欧州の共通通貨への移行を待っている状態であった。ブラトヴィッチが1998年にモンテネグロの大統領の座から退くと、ミロシェヴィッチに反対しモンテネグロの独立を求めるミロ・ジュカノヴィチが新しい大統領に選ばれた。
ミロシェヴィッチが2000年に失脚すると、ジュカノヴィッチとモンテネグロ政府はセルビアや国際社会に対してユーゴスラビア解体の要求を強め、緩やかな国家連合に移行することを求めた。この要求によって2003年、FRJは解体され、より緩やかな国家連合であるセルビア・モンテネグロへと移行した。この国家連合は2006年まで維持されたが、モンテネグロが独立したことで消滅した。